# 霊刻 -池田貴族心霊研究所-
『霊刻 -池田貴族心霊研究所-』（れいこく、いけだきぞくしんれいけんきゅうじょ）は、2000年10月26日に日本のメディアファクトリーから発売されたPlayStation用3Dアドベンチャーゲーム。
心霊現象研究家として活動していた歌手の池田貴族がプロデュースしたゲームソフトであり、池田が所長を務める「池田貴族心霊研究所」を訪れた主人公が、3DCGで造られた所内を探索して様々な霊現象を体験することで心霊に関する知識を深めていくという内容である。
開発はインフィニティーが行い、プロデューサーは池田およびPlayStation 2用ソフト『カルドセプト セカンド エキスパンション』（2002年）を手掛けた武重康平、ゲーム・デザインはアスキーのパソコン用ソフト『偽典・女神転生 東京黙示録』（1997年）を手掛けた鈴木一也および日下朝人、音楽は池田および『女神転生シリーズ』を手掛けた増子司が担当している。
池田は1998年に本作の企画を立ち上げ、自身の体験を忠実に表現する作品を目指して制作を行っていた。しかし1996年に発覚した肝細胞癌との闘病を続けながら本作の原案および音楽、声の出演を担当していたが、本作発売を前にして1999年12月25日に死去した。また、池田の死去により、予定されていた続編『霊界都市』もお蔵入りとなった。

## ゲーム内容

### システム
プレイヤーは訪問者として「池田貴族心霊研究所」を訪れ、所内の特定のポイントを調べたり、様々なイベントを体験することになる。調べたものやイベントの結果はデータベースに項目が追加される。項目は全部で88種類あり、収集率はパーセンテージで表され、100％にて達成となる。
ゲームクリアには3つの心霊スポットのクリアが必須となっており、上記のデータベース収集の達成度によってエンディングが3種類に変化する。
- データベース70％以下：ノーマルエンディング
- データベース71〜99％：グッドエンディング
- データベース100％：ベリーグッドエンディング

### ミニゲーム
研究所内の交霊室には「ウィジャ盤」と「タロットカード」があり、実際に使用することができる。また、ゲーム内のあるイベントを終えると、PocketStation内に「守護霊さま」をダウンロードすることができる。
ウィジャ盤
19世紀中盤に登場した降霊術に用いる文字盤。アルファベットと10個の数字が描かれており、呼び出した霊との会話を行う。霊体は8種類おり、様々な質問を行うことができる。時折、危険な霊が呼び出される事がある。
タロットカード
タロットカードを使用し、「恋愛」「勉強・仕事」「対人関係」の3種類の占いができる。一度出た結果は再ロードするまで変化しないようになっている。
守護霊さま
「守護霊さま」とは、PocketStation内に守護霊と称したキャラクターが出現し、「助言」、「霊査」、「点取り占い」の3つの行動を行う。また、PocketStation内蔵カレンダーによって、特定の日付にコメントを出す事がある。「守護霊さま」には種類、意気込み度、親密度、経過日数の4つのパラメータがあり、プレイヤーとのコミュニケーションによって種類以外のパラメータは変化していく。種類は初期状態では「ドール」となっているが、特定の成長条件を満たした後、ゲーム中のイベントによって以下の高級な守護霊のいずれかに成長を遂げる。
- 「助言」
プレイヤーが呼びかけた際に、パラメータ、日付、時間によってあるコメントを出す。プレイヤー側の回答として選択肢が発生する場合があり、回答によって「守護霊さま」のパラメータに変化が生じる[2]。
- 「霊査」
プレイヤーが呼びかけるか、一定期間操作しない場合に辺りに霊が存在しないか調査する。「霊査」の結果、霊の存在が認められた場合は警告音が鳴る[2]。
- 「点取り占い」
日付が変わってから最初の呼びかけ時に必ず発生する[2]。1〜10点まであり、4種類のコメントが用意されている[2]。
- 成長後の種類

1. 侍
2. 農民
3. 商人
4. 殿様
5. 姫
6. 宇宙人
7. ビースト
8. 悪魔
9. ノーマル

## 設定

### 池田貴族心霊研究所
「池田貴族心霊研究所」内は3Dマップとなっており、それぞれの場所にプレイヤーを移動させる事で入る事ができる。また、「心霊スポット」への移動は、所内を移動している時に一定の条件で発生する。
玄関／廊下（1階）
- 最初は暗いため照明のスイッチを入れる必要がある[4]。

応接室
- セーブ・ロードを行う黒電話がある[5]。

所員室
- 6つの机が並べられている[6]。

キッチン
- 食器棚と冷蔵庫があり、システムキッチンの前に食卓が置かれている[7]。憑依状態で発生するDB項目が多い[7]。

バスルーム／トイレ
- 照明を点ける必要がある[8]。

DTMルーム
- ゲーム内で入手したCDやカセットテープを再生する事ができる[9]。

所長室
- 鍵がかかっており、ゲーム開始時点では入る事ができない[10]。

地下室／階段（地下）
- スイッチの故障で照明が点かなくなっている[11]。工具やペンキの缶が散乱している。狗鳴トンネルクリア後でないとDB項目が発生しない[11]。

階段（1階〜2階）
- 狗鳴トンネルクリア後に突き落とされることによってDB項目が発生する[12]。

廊下（2階）
- 7つの部屋のドアがあり、ベッドルームと資料室以外の部屋には鍵がないと入れない[13]。

用具置場
- 鍵がないと入れない。中には懐中電灯が入っている[14]。

ベッドルーム
- 部屋の中央にベッドが置かれている[15]。

資料室／バルコニー
- 部屋には目の前に暖炉があり、両側にバルコニーへと出るためのドアがある[16]。戸棚には膨大な量の書物が置かれており、動物の頭骨や土器などもおかれている[16]。

交霊室
- ウィジャ盤、タロットカードを使用できる[17]。

暗室
- 多数の心霊写真が吊るされている[18]。

保管室
- 倉庫のような部屋[19]。ほこりが被ったソファーや漆塗りの木箱が置かれ、棚の中には曲がったスプーンや古いゲームカセットなどがある[19]。

開かずの間
- 板で打ちつけられており、釘抜きがないと入れない[20]。

屋根裏部屋
- 照明が点かず、ロウソクも使えない[21]。鎖で厳重に縛られた箱があり、中に人形が入っている[22]。人形に触れられるとゲームオーバーとなる[22]。

### 心霊スポット
ゲーム開始からプレイ時間が5分以上経過すると、所内の扉を開けた時にランダムで異世界に飛ばされる。この異世界を「心霊スポット」という。スポットは3種類あり、順番に攻略していくことになる。所内での行動とは違って、スポット内での行動は全て選択肢によって行われる。3スポットともクリアした後、所内の「所長室」に行くと所長の池田貴族が現れ、エンディングが始まる。
狗鳴トンネル
- 九州にあると言われているスポット[24]。霊的な危険度が極めて高く、池田もトンネルを前にして中に入ることができなかったという[24]。古い建造物であり、レンガで補強されているがなかには照明がない[24]。入口付近には焼け焦げた女のマネキンが転がっている[24]。クリアの条件は、このトンネル内で暴走族に暴行を受け、焼殺された男性の霊を成仏させること[25]。

花魁淵
- 中部地方のとある湖の近くに存在する[26]。街灯はなく、切り立った崖に囲まれている[26]。複数の霊体が出現するが、事故を起こさないように運転を進める必要がある。

八王子救急病院
- 東京都内に存在する[27]。窓は割れ、外壁は剥がれ落ち、廃墟の様相を呈している[27]。幽霊が出るという噂が絶えず、侵入禁止となっている[27]。クリアの条件は、院長、若院長の霊、独房にいる元患者の狂霊を成仏させること[28]。

## 主な登場人物
主人公
研究所を訪れた人物。プレイヤー自身の分身であり、名前はない。男性で一人称は「僕」または「俺」。
池田貴族
ゲームの舞台となる心霊研究所の所長。心霊スポット、主人公の夢の中、エンディングなど様々な場面に登場し、主人公にメッセージを送る。声は池田自身が吹き込んでいる。
電話の女性
応接室にある黒電話を通じて主人公に語りかけてくる、謎の女性。彼女に電話することで、セーブが行える。主人公が悪霊に憑依された際には、除霊のアドバイスをしてくれる。声だけの登場であり、姿を見せることはなかった。声は声優の島津冴子が担当。攻略本によると、池田は島津の熱心なファンであり、その熱望によって出演が実現した。

## キャスト

### 声の出演
- 池田貴族
- 島津冴子
- 米本千珠
- 私市淳
- 平野正人
- 神谷浩史

## 開発
本作のプロデュースを担当している池田は、これまでにテレビ番組やラジオ番組、雑誌や著書、CDやビデオなど様々な媒体で表現を行っていたが、自身の霊体験を忠実に再現するには限界があると感じており、ゲームであればリアリティーを追求することでユーザーが自身の経験を追体験できるのではないかと考え企画を立ち上げることとなった。本作では池田が過去に著作などにおいて発表した様々な不思議な体験を、怖さを失わずに再現することを目指して制作が行われており、霊が見えない人あるいは霊に興味がない人に霊に対する認識の変化を与えたいとも池田は発言している。また、本作には除霊などの方法もマニュアルとして収録していることもあり、池田はゲームが含有しているシミュレーション性およびデータベース性、マニュアル性を活かすことで霊知識の普及と応急処置知識の普及に寄与できるとの考えも示している。池田はこれまでにホラーゲームは多数存在するものの「心霊の存在をリアルに移し替えたゲーム」が存在していないと主張、本作によって完全に新しいゲームジャンル開拓に繋がることを期待しているとも述べている。

## スタッフ
- プロデュース：池田貴族
- ゲームデザイン：鈴木一也、日下朝人
- プログラム：インフィニティ株式会社
  - 堀本幸男、中村隆紀、水野健介、武藤雅幸、日吉一成
- グラフィック：飯島達也、永井毅
- PocketStation：株式会社シー・ラボ
  - 小山正義、大川弘樹
- サウンド：池田貴族、増子司
- ムービー：株式会社ケー・エー・ジェー
  - 梶塚千春、成田顕、柳田和宏、原政人、熊切寛
- 企画：有限会社遊
  - 遠田哲也、呂太幸、冨田亜古、下田弘樹
- 撮影：株式会社スペース・ムー
  - 永田健、苗木一司
- プロデューサー：山本祐子、武重康平
- エグゼクティブ・プロデューサー：香山哲

## 評価
ゲーム誌『ファミ通』の「クロスレビュー」では、4名のレビュアーからそれぞれ7・7・7・6の得点が与えられ、合計27点（満40点）となった。レビュアーからは演出面やオカルトに関する情報量に関しては肯定的な意見が多く挙げられ、本田慈庵は「それほど過剰じゃない演出にも好感」と述べ、あらじ谷塚はオカルトに関する情報量の多さに関して「ゲームというよりは1冊の本か」と指摘、奥村キスコは読み込み時間の長さが本来はテンポを崩すものであると指摘しつつも間が空く事によって「異常に怖い」と評価、羽田隆之は「突発的に起こるイベントのムービーがやけに高クオリティーなのが印象的」と称賛した。ゲームシステムに関しては様々な意見が挙げられており、谷塚は「簡素なゲームシステムは、コンセプトに則した意図的なものと解釈すべし」と肯定的に評価を下したが、本田は「ゲーム的なテンポのよさ、操作性のよさはあまりない」、奥村は心霊スポットに突入できず何もできない時間が生じる事に関して「ちょっと間延びするかも」、羽田はストーリー設定などがない事に関して「場所と材料だけ提供されてる感じ」と述べるなど、否定的な意見も多数挙げられた。